# 名古屋瓦斯
名古屋瓦斯株式会社（なごやガスかぶしきがいしゃ）は、明治末期から大正にかけて存在した愛知県名古屋市のガス事業者である。東邦ガスの前身にあたる。
開業は会社設立翌年の1907年（明治40年）で、名古屋市とその周辺地域に都市ガスを供給した。当時のガス利用の主体は照明（ガス灯）であったため、電灯を供給する名古屋電灯と激しい競争を繰り広げた。1922年（大正11年）に名古屋電灯の後身関西電気（直後に東邦電力へ改称）へ合併され、同社傘下の東邦ガスに再編された。

## 沿革

### 会社設立

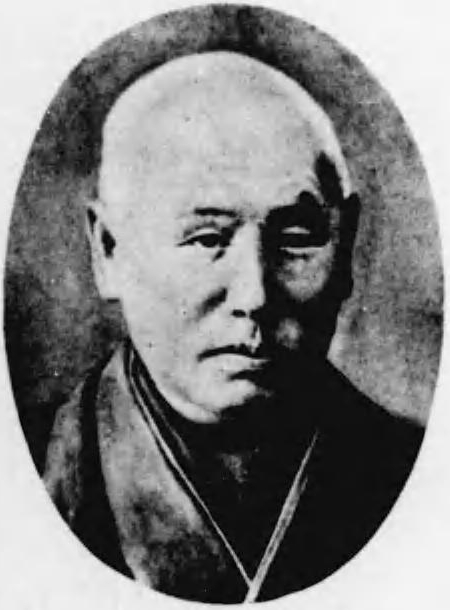
初代社長奥田正香

明治5年9月29日（1872年10月31日）、横浜にて日本で初めてガス事業が開業した。1875年（明治7年）には東京でもガス事業が現れ（後の東京ガス）、その後神戸・大阪・長崎などへ広がっていった。
東京や大阪での事業に触発され、日清戦争後の起業ブームを期に名古屋市でもガス事業起業に向けた動きが始まった。その発起人は名古屋の実業家山田才吉ら13名で、まず1896年（明治29年）7月に「愛知瓦斯株式会社」の名で愛知県に対し許認可申請を行った。山田らの起業計画は1897年（明治30年）8月3日に許可が下り、資本金30万円での会社設立を目指して株式の募集に取り掛かるが、戦後不況が訪れると行き詰まり、発起人からも脱退者が出るようになって会社設立は見送られた。後に材木商の服部小十郎がこの権利を買い取って起業しようとするも、やはり立ち消えとなった。
日露戦争後になり、服部小十郎は名古屋の財界人奥田正香を介して東京の渋沢栄一、大阪の藤本清兵衛らを誘って名古屋でのガス事業を再び計画する。一方、山田才吉もガス事業計画を再始動させようとしたため、当時の愛知県知事深野一三の調停によって両陣営が合同で「名古屋瓦斯株式会社」を設立する運びとなった。その後会社設立準備が進められ、1906年（明治39年）11月5日、創立総会の開催に至った。こうして発足した名古屋瓦斯の資本金は200万円で、設立時の役員は社長奥田正香、取締役大橋新太郎・梅浦精一・井上茂兵衛・鈴木摠兵衛・服部小十郎・山田才吉、監査役伊藤幹一・岡谷惣助、相談役渋沢栄一という顔ぶれである。翌1907年（明治40年）3月25日付で名古屋瓦斯は事業許可を得た。

### 開業

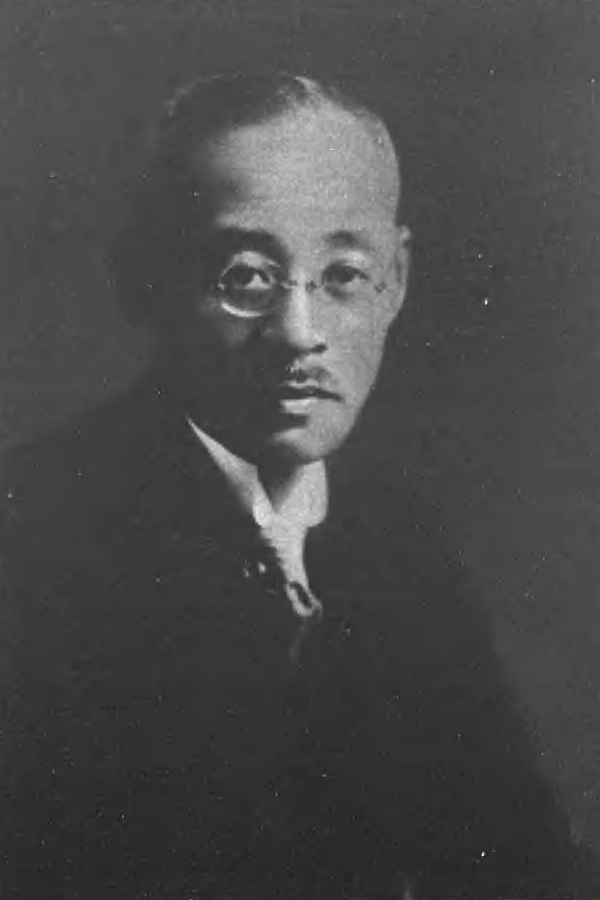
岡本桜

石炭ガスを製造するガス工場は、新堀川に面する位置にある、当時は名古屋市外であった愛知郡御器所村字高縄手（現・熱田区桜田町）に設置された。建設に際し、大阪瓦斯技師長であった岡本桜を招いて技師長に任命している。工事は1906年12月より始められ、翌1907年10月にガス発生窯4門（生産能力：日産20万立方尺＝約5565立方メートル）などの設備からなる第1期工事が完成した。並行してガス導管敷設工事も進められ、工場を起点として南北方向の本町通や東西方向の広小路通などに導管が通された。
工事中の1907年4月から5月にかけて、市内門前町の愛知県博物館に「内国商工品共進会」が開催された。開催中、名古屋瓦斯は宣伝のため小規模なガス製造設備を会場に持ち込み、ガス灯やガス器具を出品した。これが名古屋市内で最初のガス灯点灯事例であった。1907年10月の工場完成を受け、25日夜に試験供給を実施。その結果を受けて27日夜より営業を開始した。
開業当時、電気事業（名古屋電灯）は開業から18年経っていたが市内の電灯取付数は3万6000灯余りで各家庭に普及するほどではなく、いまだ石油ランプの利用が多い時代であったから、ガス灯の知名度はほとんどなかった。ガス需要家数は10月末時点で729戸、最初の決算（11月末時点）でも1077戸に過ぎず、供給範囲も市内のごく一部に限られた。当時利用されたガス器具にはガス灯（明るさは20燭・30燭・60燭）やブンゼンバーナー、炊飯器、ストーブ、ガスエンジンなどがある。料金は灯熱用の場合使用量が多くなるほど単価が安くなる逓減制が採られており、基本料金は1000立方尺（約27.8立方メートル）あたり2円40銭であった。

### ガス灯対電灯
名古屋瓦斯の営業成績は、開業から1914年（大正3年）にかけて急速に拡大した。灯熱用需要家数は1910年（明治43年）に1万戸、1912年（明治45年）には2万戸を超え、1914年11月末には3万95戸に達した。当時の需要は灯火が主体で、灯火孔口数と熱用孔口数の比率はおおむね2対1である。灯火孔口数は1914年11末時点で8万4354口で、同じ時期の名古屋電灯の電灯数（18万8950灯）の45パーセントに及ぶ。またガスエンジンの利用も盛んで、馬力数で比較すると電動機の8分の1程度の利用があった。この間の1911年9月、事業拡張資金調達のため倍額増資を決議している。
名古屋瓦斯がガスの供給を拡大した要因として、当時はガス灯が電灯よりも優れた照明であった点が挙げられる。この時代の一般的な白熱電球は発光部分（フィラメントという）に炭素線を用いる炭素線電球であり、消費電力が大きく、同じ明るさで比較するとガス灯に比して2倍のコストがかかるものであった。従って安全性という点が加味されて初めて電灯はガス灯より優位に立つことができたのである。ガス灯の攻勢に対し、名古屋電灯は1912年1月に電灯料金を引き下げた。名古屋瓦斯側でも1914年2月、電灯との対抗上値下げを断行し、消費量が多い場合の単価を引き下げた。1913年末から1914年ごろがガス灯対電灯の競争の最盛期で、大須や広小路沿いの繁華街では、電灯側は5燭灯の料金で80燭灯や100燭灯を取り付ける、ガス側は一定額でガス灯2灯とガス七輪1台を終日使い放題とする、といった採算度外視の需要家争奪戦を演じたという。
しかし電灯との競争と不況の影響で名古屋瓦斯の経営は悪化し、1913年下期決算では減配を余儀なくされた。加えて1913年以降、名古屋電灯で金属線電球への切り替えが急速に進んだ。この電球は発光部分にタングステン線を採用するもので、炭素線電球に比して消費電力が約3分の1と大幅に少なく、なおかつ電球の寿命も長い、というものである。こうした電球の改良により、ガス灯に対する電灯の優位は決定的となった。さらに第1次世界大戦の勃発により物価とりわけ原料石炭価格が高騰すると電灯との競争は不可能となったため、1914年11月13日、名古屋瓦斯は名古屋電灯との間で競争行為を避けるという協約を結んだ。以降、名古屋瓦斯では照明用に替えて熱用需要の開拓に努めることとなった。

### 大戦による不振
電灯との競争が終結したことに加え、折からの大戦景気によって経営的に余裕が生じたことから1916年（大正5年）1月に3度目の料金値下げを実施した。この時点での料金は、開業時から引き続き逓減制のままで、基本料金は1000立方尺につき2円とされた。しかし大戦景気による急速な工業化によって石炭消費量や賃金・運搬費が急騰、従って5月ごろから石炭価格が再び上昇し9月からはさらに暴騰した。ガス事業はこの時期全国的に経営難に陥り、特に地盤の小さな地方の小規模事業者では廃業が相次いだ。名古屋瓦斯では副産物のコークス・タールなどの薬品・染料生産の部門が輸入途絶によって活況を呈したが、一方でガス事業では原料費高騰のため1917年（大正6年）8・9月より郡部地域、翌1918年（大正7年）1月より名古屋市内でガス料金を1000立方尺につき50銭ずつ引き上げた。
大戦終結後、戦時中に活況を呈した副産物部門は一転して不振となり縮小に追い込まれた。しかし石炭価格の高騰はその後も続いており、1920年（大正9年）3月に2度目の値上げに踏み切った。この改定で使用量による逓減制が廃止され、灯熱用の場合1000立方尺につき3円30銭（郡部料金は3円80銭）の一律料金に改められた。加えて採算が悪化した遠隔地への供給が停止され、1920年（大正9年）4月に瀬戸出張所、翌年9月に鳴海・有松を所管する鳴海出張所がそれぞれ廃止されている。こうした石炭価格高騰に伴う経営難の一方で熱用ガス需要は堅調に推移しており、設備増設のため1920年4月2度目の増資を決議し資本金を600万円とした。
1921年（大正10年）8月、名古屋市が隣接16町村を編入して市域を拡大した。このため名古屋瓦斯でも編入地域の料金を50銭引き下げ旧市域の市内料金と合わせている。加えて石炭価格が値下がりへ転じていたため、1922年（大正11年）5月に料金値下げを実施し、灯熱用の場合1000立方尺につき3円12銭へと改めた。

### 東邦ガスへの再編
1914年11月に名古屋電灯と競争停止の協定を結んだ際、両社の利益を保全すべくさらに一歩踏み込んだ合併話があったが、時期尚早のため実現しなかった。それから7年経った1921年、名古屋市の市域拡大に伴って事業拡大が必要となったこと、10月に名古屋電灯が奈良県の関西水力電気と合併し関西電気へと再編されたことが契機となり、この関西電気への合併構想が再浮上した。11月に名古屋瓦斯側で株主協議会が開かれ、賛成多数で合併の推進が決まる。それを受けて協議が続けられ、翌1922年2月4日、関西電気との合併契約締結に至った。
関西電気と名古屋瓦斯の合併条件は、存続会社の関西電気は資本金を600万円増資し、解散する名古屋瓦斯の株主に対して持株1株につき増資新株1株を交付するというものであった。また同時に名古屋瓦斯のガス事業を基礎として新会社を設立するという付帯覚書も交わされた。合併契約は1922年2月27日、名古屋瓦斯・関西電気双方の株主総会で承認される。そして同年6月26日、関西電気にて合併報告総会が開催されて合併手続きが完了、同日名古屋瓦斯は解散した。なお存続会社の関西電気はこの株主総会で社名を東邦電力株式会社へと改めている。
合併と同日、新会社東邦瓦斯株式会社（東邦ガス）の設立手続きが採られ、合併時の付帯覚書に基づき旧名古屋瓦斯のガス事業を元に同社が設立された。新会社の社名は同日付で改称した東邦電力にちなむ。新会社の資本金は2200万円（うち880万円払込）で、全44万株のうち43万9000株を東邦電力が保有した。社長には名古屋瓦斯社長であった岡本桜が就任している。また東邦電力では、名古屋瓦斯以外にも知多電気・尾州電気・北勢電気の3社を合併した結果、愛知県の半田・一宮・津島地区と三重県の四日市地区のガス事業を継承したが、これらも東邦ガスへと集約することとなり、翌1923年（大正12年）3月1日付で計60万円で譲渡している。

### 年表
- 1906年（明治39年）
  - 11月5日 - 名古屋瓦斯株式会社設立[6]。資本金200万円、本店名古屋市栄町115番戸[1]。
- 1907年（明治40年）
  - 3月25日 - ガス事業許可を取得[6]。
  - 4月15日 - 本店を名古屋市南大津町2丁目11番地1へ移転（登記日）[28]。
  - 10月27日 - 営業開始[9]。
- 1908年（明治41年）
  - 4月1日 - 区設置により本店住所を名古屋市中区南大津町2丁目11番地1と変更[29]。
- 1911年（明治44年）
  - 9月29日 - 200万円の増資を決議[30]。
- 1914年（大正3年）
  - 11月13日 - ガス灯対電灯の競争激化を受けて名古屋電灯との間で競争行為を避ける旨の協約を締結[16]。
- 1920年（大正9年）
  - 4月26日 - 200万円の増資を決議[31]。
- 1922年（大正11年）
  - 2月4日 - 関西電気（旧名古屋電灯）との間に合併契約締結[20]。
  - 6月26日 - 関西電気との合併成立、名古屋瓦斯解散[2]。同日関西電気改め東邦電力より旧名古屋瓦斯のガス事業を分離し東邦瓦斯株式会社（東邦ガス）設立[25]。

## 供給区域
1914年（大正3年）11月末時点でのガス供給区域と、地域別のガス需要家数は以下の通り。
| 市町村名   | 市町村名   | 供給戸数 | 備考                    |
| ---------- | ---------- | -------- | ----------------------- |
| 名古屋市   | 名古屋市   | 27,093   |                         |
| 愛知郡     | 中村       | 308      | 1921年8月名古屋市へ編入 |
| 愛知郡     | 愛知町     | 254      | 1921年8月名古屋市へ編入 |
| 愛知郡     | 八幡村     | 74       | 1921年8月名古屋市へ編入 |
| 愛知郡     | 千種町     | 311      | 1921年8月名古屋市へ編入 |
| 愛知郡     | 東山村     | 5        | 1921年8月名古屋市へ編入 |
| 愛知郡     | 御器所村   | 98       | 1921年8月名古屋市へ編入 |
| 愛知郡     | 呼続町     | 61       | 1921年8月名古屋市へ編入 |
| 愛知郡     | 笠寺村     | 35       | 1921年8月名古屋市へ編入 |
| 愛知郡     | 鳴海町     | 208      | 現・名古屋市緑区        |
| 知多郡     | 有松町     | 146      | 現・名古屋市緑区        |
| 西春日井郡 | 枇杷島町   | 77       | 1921年8月名古屋市へ編入 |
| 西春日井郡 | 西枇杷島町 | 160      | 現・清須市              |
| 西春日井郡 | 新川町     | 63       | 現・清須市              |
| 西春日井郡 | 金城村     | 46       | 1921年8月名古屋市へ編入 |
| 西春日井郡 | 清水町     | 139      | 1921年8月名古屋市へ編入 |
| 西春日井郡 | 杉村       | 53       | 1921年8月名古屋市へ編入 |
| 西春日井郡 | 六郷村     | 151      | 1921年8月名古屋市へ編入 |
| 東春日井郡 | 守山町     | 1        | 現・名古屋市守山区      |
| 東春日井郡 | 瀬戸町     | 812      | 現・瀬戸市              |
| 合計       | 合計       | 30,095   |                         |

- ただし上記のうち、1919年（大正8年）10月に瀬戸町、1921年（大正10年）8月に鳴海町・有松町での供給が廃止されている[32]。

また関西電気との合併直前にあたる1922年5月末時点での需要家数は、灯熱用3万340戸（灯火孔口数8万970口・熱用孔口数5万9985口）、動力用78戸（ガスエンジン78台・計846馬力）であった。

## 人物
歴代の名古屋瓦斯社長は以下の3名である。
1. 奥田正香 : 1906年11月5日、創立総会にて選出[6]。名古屋の有力財界人で当時名古屋商業会議所会頭[33]。1913年10月20日、実業界引退に伴い社長退任[34]。
2. 井上茂兵衛 : 1914年1月6日常務より昇格し社長就任[34]。名古屋の扇子商、名古屋市会議長[35]。1921年6月21日退任[19]。
3. 岡本桜 : 1921年6月21日常務より昇格し社長就任[19]。ガス技術者で会社設立に際し技師長として入社[7]。東邦ガス初代社長となる[25]。